# 2020년 하계 올림픽 에스와티니 선수단
2020년 하계 올림픽 에스와티니 선수단은 2021년 일본 도쿄에서 열린 2020년 하계 올림픽에 참가한 올림픽 에스와티니 선수단이다.
에스와티니는 2020년 도쿄 하계 올림픽에 출전했다. 원래 2020년 7월 24일부터 8월 9일까지 열릴 예정이었던 올림픽은 코로나19 범유행으로 인해 2021년 7월 23일부터 8월 8일로 연기되었다. 이전에는 스와질란드로 알려졌던 이 대회는 1972년 데뷔 이후 에스와티니의 11번째 하계 올림픽 출전이었다. 이번 대회는 에스와티니가 2018년에 (이전에 "스와질란드"로 참가한 후) 이름으로 참가한 첫 번째 대회였다.

## 출전 선수
| 종목 | 남자 | 여자 | 전체 |
| ---- | ---- | ---- | ---- |
| 육상 | 1    | 0    | 1    |
| 복싱 | 1    | 0    | 1    |
| 수영 | 1    | 1    | 2    |
| 전체 | 3    | 1    | 4    |

## 같이 보기
- 올림픽 에스와티니 선수단